# Paweł Poljański
Paweł Poljański, nascido a 6 de maio de 1990 é um ciclista profissional polaco, membro da equipa Bora-Hansgrohe. Participou no Giro d'Italia de 2014. Foi nomeado na lista de início da Volta a Espanha de 2015. Em junho de 2017, foi nomeado na lista de início para o Tour de France 2017.

## Palmarés
2011
- 1 etapa da Carpathia Couriers Paths

## Resultados em Grandes Voltas e Campeonatos do Mundo
Durante a sua carreira desportiva tem conseguido os seguintes postos nas Grandes Voltas e nos Campeonatos do Mundo em estrada:
| Carreira               | 2013 | 2014 | 2015 | 2016 | 2017 | 2018 | 2019 |
| ---------------------- | ---- | ---- | ---- | ---- | ---- | ---- | ---- |
| Giro d'Italia          | -    | 50º  | -    | 35º  | -    | -    | 89º  |
| Tour de France         | -    | -    | -    | -    | 80º  | 94º  | -    |
| Volta a Espanha        | -    | -    | 35º  | -    | 67º  | -    | -    |
| Mundial em Estrada     | -    | Ab.  | -    | -    | 82º  | -    | -    |
| Mundial Contrarrelógio | -    | -    | -    | -    | -    | -    | -    |

-: não participa

Ab.: abandono